# República Checa en los Juegos Olímpicos de Turín 2006
La República Checa estuvo representada en los Juegos Olímpicos de Turín 2006 por un total de 83 deportistas que compitieron en 13 deportes.
La portadora de la bandera en la ceremonia de apertura fue la patinadora de velocidad Martina Sáblíková.

## Medallistas
El equipo olímpico checo obtuvo las siguientes medallas:
| Nombre              | Deporte            | Competición         |
| ------------------- | ------------------ | ------------------- |
| Oro                 |                    |                     |
| Kateřina Neumannová | Esquí de fondo     | 30 km F             |
| Plata               |                    |                     |
| Kateřina Neumannová | Esquí de fondo     | Persecución 30 km F |
| Lukáš Bauer         | Esquí de fondo     | 15 km M             |
| Bronce              |                    |                     |
| Equipo              | Hockey sobre hielo | Torneo M            |